# Venusia hypoconia
Venusia hypoconia là một loài bướm đêm trong họ Geometridae.